# 新榮野站
新榮野站（日语：／ Shin-sakaeno eki */?）位於北海道紋別郡遠輕町，是北海道旅客鐵道（JR北海道）
石北本線上的站。由於使用率低迷，於2006年（平成18年）3月18日廢站。
廢站前僅有部分普通列車停靠，包括下行（遠輕方面）1班與上行（白瀧方面）3班（其中一班開往旭川）。

## 車站構造
木製月台1面1線的地面站。沒有站房，僅有一座被廢棄的候車室，是公認的祕境車站。

## 車站周邊
位於縱谷之間的帶狀地，附近為農莊。
- 湧別川
- 北海道道711號社名淵瀨戶瀨停車場線
- 遠輕町營巴士「榮野會館前」停留站

## 历史
- 1946年（昭和21年）12月1日 - 設立野上臨時站。
- 1967年（昭和42年）11月15日 - 改稱為新榮野臨時站。
- 1987年（昭和62年）4月1日 - 國鐵分割民營化後成為北海道旅客鐵道（JR北海道）轄下的車站。同時升級為一般站。
- 1990年（平成2年）3月10日 - 設定營業里程。
- 2006年（平成18年）3月18日 - 廢站。
- 2006年（平成18年）6月下旬? - 車站內的設備被除去。

## 相鄰車站
北海道旅客鐵道
石北本線
瀨戶瀨－新榮野－遠輕

## 相關項目
- 石北本線
- 日本鐵路車站列表

## 外部連結
- （日語）全驛參觀之旅 （页面存档备份，存于）